# Paraphaenocladius hamatus
Paraphaenocladius hamatus är en tvåvingeart som först beskrevs av Oskar Augustus Johannsen 1934.  Paraphaenocladius hamatus ingår i släktet Paraphaenocladius och familjen fjädermyggor. Inga underarter finns listade i Catalogue of Life.